# Lençol freático
Lençol freático (do grego + atos, significando "reservatório de água", "cisterna"), lençol superficial ou lençol de água é a superfície que delimita a zona de saturação da zona de aeração do solo. Abaixo do lençol freático, a água subterrânea preenche todos os espaços porosos e permeáveis do solo. O reservatório abaixo do lençol é chamado de "aquífero livre", por oposição a "confinado".

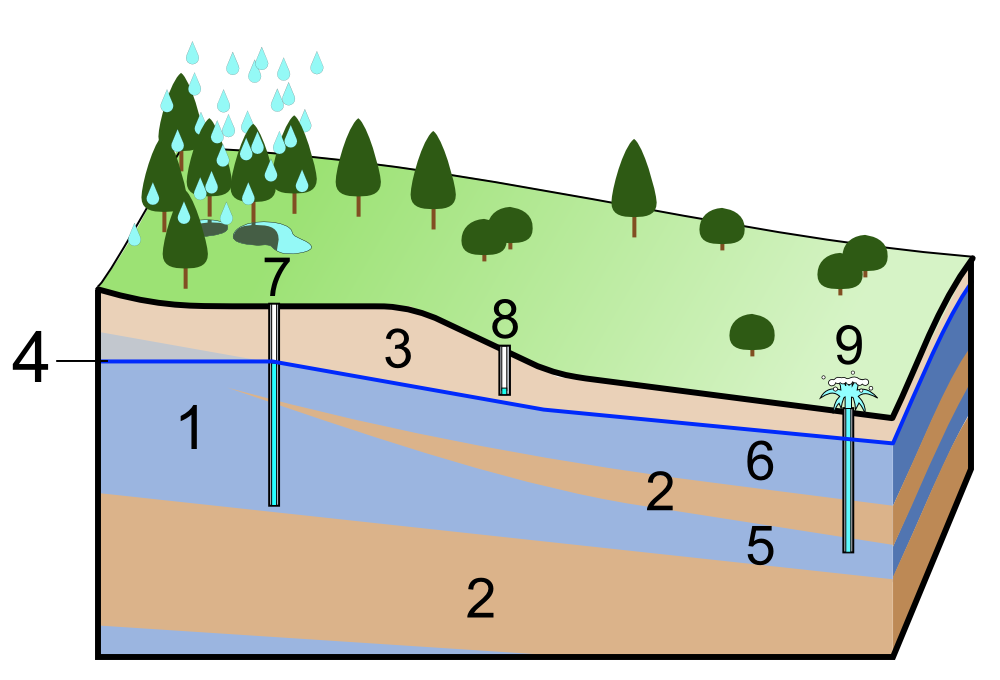
Lençol freático (4), aquífero livre (6), aquitardo (2) e aquífero confinado (5).

Neste corte esquemático do solo, as linhas tracejadas indicam os lençóis freáticos, que delimitam as zonas não saturadas de água do solo (em cor parda) das zonas saturadas (em azul)

## Caracterização
O solo é composto por rochas, por diversas partículas que não preenchem todo o seu volume, resultando em espaços vazios que podem ser preenchidos pela água. Parte da água, seja proveniente de chuvas, de rios, de lagos, ou derretimento da neve, infiltra-se no solo ocupando, juntamente com o ar, o espaço entre os fragmentos que o compõe. Esta água constitui o chamado lençol freático. O lençol mais profundo de água é denominado lençol artesiano. Para a extração da água dos lençóis subterrâneos, freáticos ou artesianos, são utilizados poços rasos ou poços profundos respectivamente.
Normalmente, o lençol freático vai penetrando no solo até se deparar com um maciço rochoso ou com um solo quase impermeável, como um solo argiloso, onde pode se depositar ou servir de leito para a assim chamada água subterrânea, que é um fluxo de água sob o solo, que ocupa todos os seus espaços vazios. Dependendo da morfologia do solo, o lençol freático ou a água subterrânea pode aflorar e chegar a constituir-se em nascente de um rio ou lagoa.
Os lençóis freáticos podem alcançar de 500 a 1000 metros de profundidade.

## Ecologia
A proteção de lençóis freáticos é uma preocupação dos ecologistas. Por incorporar todo o líquido que vem da superfície e ainda os elementos solúveis em água, diversas práticas humanas oferecem riscos de contaminação deste importante recurso hídrico. A perfuração de poços profundos, as maciças pulverizações agrícolas com agrotóxicos, minerações e atividades industriais vêm pondo em risco os lençóis freáticos em diversas partes do mundo, sendo difícil o seu controle.
O desmatamento também constitui-se em outra importante agressão aos lençóis freáticos: quanto maior a cobertura vegetal, mais tempo a água permanece no solo, diminuindo-se a evaporação e aumentando a quantidade daquela que irá infiltrar-se e atingir o lençol freático, além de outros fatores favoráveis, como a diminuição da erosão.

## Hidrologia
A ciência que estuda o escoamento subterrâneo e o escoamento superficial da água na natureza é a hidrologia.